# 雷德巴德 (喬治亞州)
雷德巴德（英語：Red Bud）是位於美國喬治亞州戈登縣的一個非建制地區。該地的面積和人口皆未知。

## 地理
雷德巴德的座標為34°31′58″N 84°48′59″W / 34.53278°N 84.81639°W，而該地的平均海拔高度為203米（即666英尺）。